# Bukkasagara, Channapatna
Bukkasagara là một làng thuộc tehsil Channapatna, huyện Ramanagara, bang Karnataka, Ấn Độ.